# Lee Addy
Lee Addy (Accra, 26 september 1985) is een Ghanees voormalig professionele voetballer, die als verdediger voor verschillende Afrikaanse en Oost-Europese clubs uitkwam en daarnaast international was voor het Ghanees nationale team. Voor Ghana kwam hij uit op het WK 2010 en de Africa Cup van 2010 en 2012.

## Clubcarrière
Addy kreeg zijn eerste contract in 2007 op 22-jarige leeftijd bij het Ghanese Nania FC. In de zomer van 2007 maakte hij de overstap naar AC Tripoli in Libanon, waar hij slechts een jaar verbleef voordat hij terugkeerde naar Ghana. Van 2008 tot 2010 speelde hij in de Premier League van Ghana voor Berekum Chelsea FC. 
Nadat hij in die twee seizoenen in Ghana basisspeler was, en hij ook gespeeld had voor het Ghanese elftal op het WK 2010, waren er verschillende Europese clubs geïnteresseerd in zijn diensten. Na afloop van het WK werd bekend dat Addy een transfer zou maken naar de Servische topclub Rode Ster Belgrado. In zijn eerste seizoen in de Servische Superliga werd hij meteen basisspeler bij de club en was hij ook een vaste waarde bij het Ghanees elftal.
Na anderhalf seizoen in Belgrado werd in de winter van 2012 bekend dat Addy voor 1,6 miljoen euro de overstap maakte naar het gepromoveerde Dalian Aerbin in de Chinese Super League. Na een jaar in China, waar hij niet altijd een basisspeler was, werd Addy op 10 februari 2013 uitgeleend aan het Kroatische Dinamo Zagreb voor een jaar. Nadat hij een jaar op huurbasis voor de club speelde, zette hij in januari 2014 zijn handtekening onder een contract voor anderhalf jaar. Hoewel hij in zijn huurseizoen nog af en toe als invaller in het veld kwam, werd Addy in 2015 voor een half seizoen uitgeleend aan NK Lokomotiva Zagreb. Hij speelde uiteindelijk tot het einde van het seizoen 2014-15 in Kroatië. 
In de zomer van 2015 maakte Addy transfervrij de overstap naar de Servische club FK Čukarički. Ook hier speelde hij amper, waarop hij in 2016 terug naar Afrika trok en in 2017 voor het Zambiaanse Lusaka Dynamos FC te gaan spelen.
In augustus 2019 werd bekend dat Addy een contract had getekend bij Free State Stars in Zuid-Afrika. Een half jaar later werd door de club gecommuniceerd dat het contract van Addy was ontbonden.

## Interlandcarrière
Addy maakte op 1 oktober 2009 zijn debuut voor het Ghanees voetbalelftal tijdens een vriendschappelijke wedstrijd tegen Argentinië. In totaal speelde hij 25 officiële interlands waarin hij niet tot scoren kwam.
Hij maakte deel uit van de nationale ploeg van Ghana op de Africa Cup of Nations in 2010 en speelde in vier wedstrijden, waaronder de verloren finale tegen Egypte. Sinds dat toernooi werd Addy een vaste speler van de nationale ploeg. In datzelfde jaar werd Addy ook opgenomen in de selectie van Ghana voor het WK 2010 in Zuid-Afrika. In Ghana's openingswedstrijd op het WK kwam hij als invaller in actie tijdens de 1-0 overwinning op Servië en hij speelde ook de hele wedstrijd tijdens het 1-1 gelijkspel in de tweede groepswedstrijd tegen Australië. In de achtste finale kwam hij opnieuw als invaller in het veld tijdens de 2-1 overwinning op de Verenigde Staten, maar speelde vervolgens niet mee in de verloren kwartfinalewedstrijd tegen Uruguay, waar Ghana werd uitgeschakeld in een penalty shoot-out.